# Elke Gebhardt
Elke Gebhardt, née le 22 juillet 1983 à Fribourg-en-Brisgau, est une coureuse cycliste allemande.
Elle met fin à sa carrière à l'issue de la saison 2014, afin de se consacrer à ses études en management international, et après que l'équipe Bigla n'a pas prolongé son contrat.

## Palmarès sur piste

### Championnats du monde
- Manchester 2008
  - 9e du scratch
- Pruszków 2009
  - 10e de la course aux points
- Copenhague 2010
  - 16e du scratch
- Apeldoorn 2011
  - 11e du scratch

### Championnats d'Europe
- 2007
  -  Médaillée de bronze de l'omnium
- Panevėžys 2012
  -  Médaillée de bronze de la course aux points

### Championnats nationaux
- Championne d'Allemagne de la course aux points en 2005 et 2009

## Palmarès sur route
- 2013
  - 4e du Holland Ladies Tour
  - 2e du championnat d'Allemagne sur route
- 2014
  - Tour de Berne
  - Grand Prix Cham-Hagendorn
  - 6e étape du Tour de Thuringe